# 村田步
村田步（日语：／ Murata Ayumi，1982年1月12日—），是一位日本女性偶像、歌手、聲優。出身於東京都，目前隸屬於S・R Promotion（其前身為A&A Artist）。15歲時，在父親經營的衝浪店幫忙，成為進入演藝圈的契機。

## 參與作品

### 動畫
- GO！純情水泳社！（姫川佳織）
- Myself ; Yourself（持田雛子）
- Memories Off 3.5 朝向回憶的彼方（黑須彼方）

### 遊戲
- 乙女的恋革命★ラブレボ!!（柴崎優）
- 藍色天使隊 Blue Flow（リンリン＝ザッツギーダン）
- Myself ; Yourself（持田雛子）
- 全民高爾夫Portable（あゆみ）
- 秋之回憶：從今以後（黒須彼方）
- 秋之回憶：從今以後again（黒須彼方）
- 藍色天使隊 Blue Blaster（シンシン）
- ピンキーストリート～キラキラ☆ミュージックアワー～（プッチ）
- 秋之回憶6～T-wave～（黒须彼方）

### 電視劇
- 原味的夏天（藤田由美）